# Plebiscito nacional de Chile de 2020
El plebiscito nacional de Chile de 2020, denominado oficialmente Plebiscito Nacional 2020, fue un referéndum convocado en Chile inicialmente para el 26 de abril de 2020 y posteriormente fijado para el 25 de octubre debido a la pandemia de COVID-19, con el objeto de determinar si la ciudadanía estaba de acuerdo con iniciar un proceso constituyente para redactar una nueva Constitución, y determinar el mecanismo para dicho proceso. Fue propuesto por un acuerdo entre la mayoría de los partidos políticos chilenos, anunciado el 15 de noviembre de 2019, tras un mes de protestas en todo el país.
Fue el primer plebiscito nacional chileno desde 1989, cuando se realizó un referéndum donde se aprobaron las reformas a la Constitución Política de la República, promulgada en 1980, durante la dictadura militar de Augusto Pinochet y, por tanto, fue el primero —y hasta el momento, único— celebrado durante los gobiernos democráticos posteriores a 1990. Fue en ese entonces el proceso electoral con la mayor cantidad de votos emitidos en la historia del país.

## Antecedentes y contexto
Si bien las críticas a la Constitución de 1980 prácticamente nacieron con ella en cuanto a aspectos de legitimidad de origen, deficiencia democrática del texto y los altos cuórums que se requerían para realizar reformas, desde 1989 que ha sido tema político común su sustitución; aunque la Concertación de Partidos por la Democracia apeló en un principio a reformas, ya para las primarias presidenciales de la Concertación de 1999 ambos candidatos hablaban de convocar un plebiscito sobre aspectos constitucionales.
Aquella presión por el texto constitucional, en aquellos aspectos denominados "enclaves autoritarios", se descongestionó parcialmente con las reformas del año 2005, a pesar de que había partidos políticos que desconocían en legitimidad el texto. Ya para la elección presidencial de 2009 tanto Eduardo Frei Ruiz-Tagle como Jorge Arrate hablaban de una «nueva Constitución» esencialmente para ampliar derechos sociales, sin embargo el surgimiento de movimientos sociales entre el año 2006 y 2011 volvieron a poner en entredicho la legitimidad de la Constitución, Fue Michelle Bachelet quien durante su segundo gobierno promovió un proceso constituyente, sin embargo este no se concluyó, en parte porque la Constitución no posee un mecanismo de sustitución ni permite convocar a plebiscitos. Sebastián Piñera, luego de ser elegido presidente para un nuevo periodo en 2017, descartó modificar la Constitución.
Sin embargo, las protestas en Chile iniciadas a mediados de octubre de 2019 tuvieron entre sus principales demandas la redacción de una nueva Constitución Política. El 21 de octubre, líderes sociales y artistas chilenos propusieron una Asamblea Constituyente nacional y seis medidas anti abusos de corto plazo ante la crisis político social del país. Diversos gremios y entidades sociales y civiles conformaron «cabildos abiertos» en varias comunas del país, con una masiva participación ciudadana, con el objeto de sentar las bases para una eventual asamblea constituyente para la elaboración de una Nueva Constitución para Chile.
El 7 de noviembre del mismo año, la Asociación Chilena de Municipalidades (AChM), integrada por 330 de las 345 municipalidades del país, aprobó mandatar a su directorio para convocar a una consulta ciudadana en dichas comunas, a realizarse el 7 de diciembre, donde se preguntaría a la ciudadanía si está de acuerdo en la elaboración de una nueva Constitución.

## Origen y preparación

### Intento de reformas
El tema de la redacción de una nueva Constitución (y en particular, una escrita por una asamblea constituyente) apareció en 2019 en varias de las protestas ocurridas a lo largo del país y en muchos de los cabildos ciudadanos organizados. Varios líderes sociales, analistas y políticos, incluyendo al presidente del Senado y al vocero de la Corte Suprema, mencionaron la necesidad de crear una nueva Constitución que permitiera canalizar las demandas sociales. Ante la presión, incluso de miembros del oficialismo, Piñera se abrió a la posibilidad de realizar reformas estructurales al texto constitucional, aunque sin entrar en detalles de la magnitud de dichos cambios ni del mecanismo para realizarlo.
El 10 de noviembre de 2019, el Gobierno, a través de un comunicado del ministro del Interior y Seguridad Pública Gonzalo Blumel, aprobó la futura aplicación de un proceso para el establecimiento de una nueva Constitución, mediante un Congreso Constituyente con plebiscito ratificatorio. Sin embargo, dos días más tarde, los catorce partidos opositores al gobierno (RD, PCCh, PS, PDC, PPD, PEV, PR, PI, PRO, FRVS, Comunes, PL, CS y PH) emitieron una declaración conjunta en donde se manifestaron a favor de una Asamblea Constituyente.

### Acuerdo parlamentario
- Wikisource contiene obras originales de Acuerdo por la paz social y la nueva constitución.

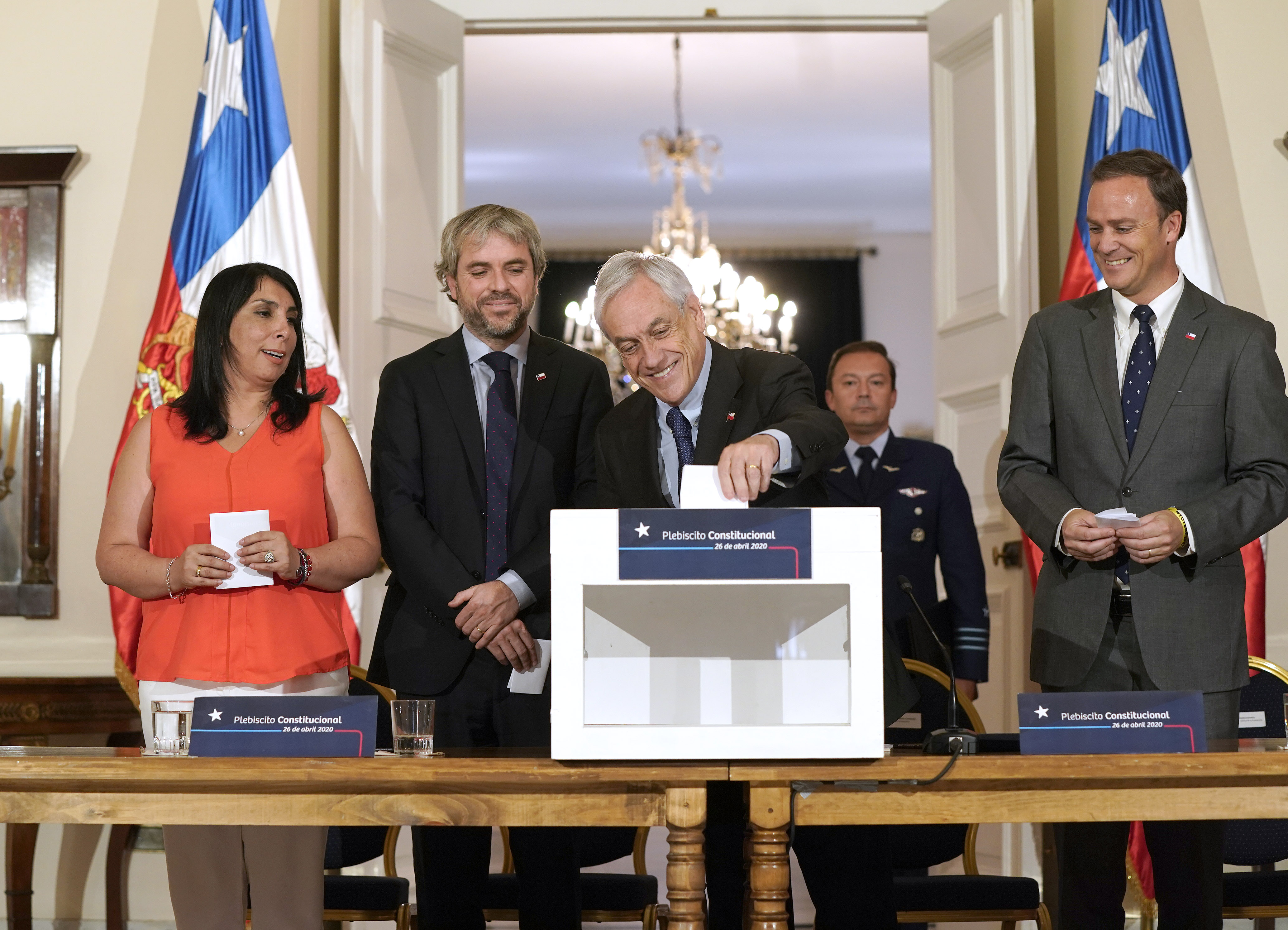
El Presidente Sebastián Piñera convocando al Plebiscito Constitucional de 2020 el 27 de diciembre de 2019.

Durante el 13 y 14 de noviembre los partidos de Chile Vamos, comandados por el presidente Piñera, y parte de la oposición –excluyendo al PCCh, el PRO, la FRVS, el PH y CS– realizaron una serie de negociaciones en el edificio del ex Congreso Nacional para determinar el inicio de un proceso constituyente y su mecanismo de realización. Las negociaciones llegaron a puerto en la madrugada del 15 de noviembre, anunciándose la realización del plebiscito mediante una declaración denominada Acuerdo por la Paz Social y la Nueva Constitución.
Luego del acuerdo alcanzado en el Congreso Nacional para llevar a cabo un plebiscito en abril de 2020, los alcaldes decidieron ampliar las temáticas de la consulta ciudadana, que fue realizada el 15 de diciembre.

#### Reacciones
Los partidos de izquierda que no participaron del Acuerdo por la Paz Social y la Nueva Constitución, que dio lugar al plebiscito, criticaron la negociación. Entre ellos, el Partido Comunista, que acusó que el cuórum de una eventual convención constituyente era muy alto, pero que igualmente llamarían a sus militantes a participar del referéndum y que «no era una Asamblea Constituyente verdadera». A pesar de que la presidenta de Convergencia Social (CS), Gael Yeomans, no suscribió el acuerdo, el diputado del partido Gabriel Boric fue parte de la negociación y firmó el acuerdo a título personal, lo cual generó un quiebre al interior de la colectividad, y provocó la renuncia de 73 militantes, entre ellos, el alcalde de Valparaíso Jorge Sharp, quienes argumentaban que el mecanismo «no era constituyente», calificándolo como fraude. Debido a su participación en la firma del acuerdo parlamentario, Boric fue pasado al tribunal supremo de CS. El Partido Igualdad acusó traición de la confianza por parte de los partidos del Frente Amplio que firmaron el acuerdo, y suspendió su participación en la coalición.

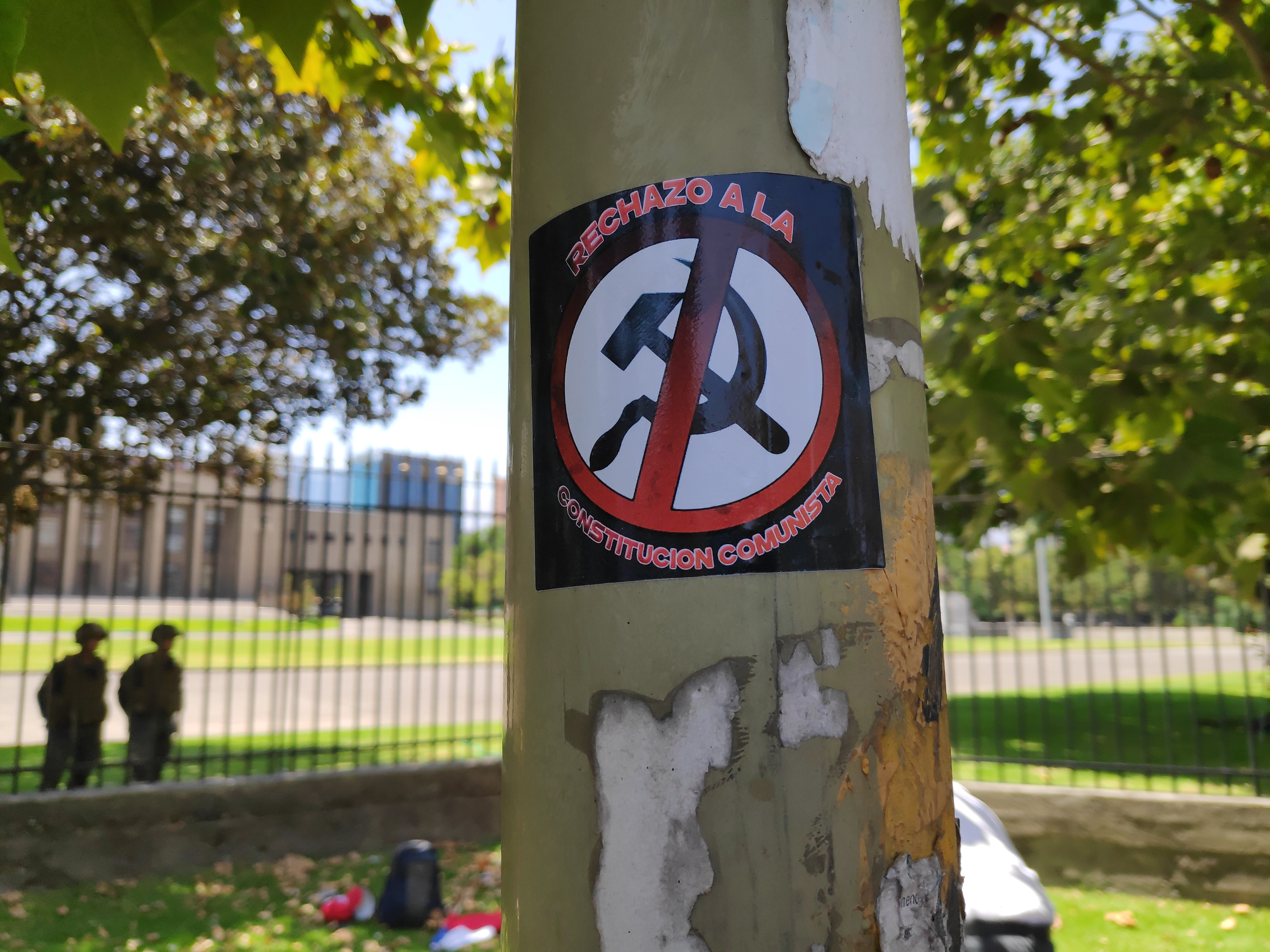
Pegatina en rechazo al acuerdo parlamentario en las afueras de la Escuela Militar.

Dentro de la coalición de gobierno, Chile Vamos, sus principales partidos firmaron el acuerdo, y por tanto, participarán de él. Sin embargo, la posición al interior de cada partido ha sido variable. En la Unión Demócrata Independiente (UDI), si bien inicialmente no hubo una posición oficial respecto del voto de sus militantes, su presidenta, Jacqueline van Rysselberghe, anunció que votaría por el rechazo de una nueva constitución, mientras que el diputado Jaime Bellolio anunció su apoyo a la aprobación del proceso constituyente; finalmente, el Consejo General del partido realizado el 10 de enero de 2020 confirmó que la postura oficial de la UDI será de apoyo a la opción «Rechazo». El presidente de Renovación Nacional, Mario Desbordes, señaló que los militantes del partido tendrán libertad de acción en el plebiscito, pudiendo manifestarse a favor o en contra de la nueva Constitución. Fuera de Chile Vamos, el Partido Republicano (en formación), anunció su voto por el rechazo del proceso para una nueva Constitución. Fuerza Nacional, partido disuelto en febrero de 2020 y liderado por el abogado Raúl Meza, también adhirió a la campaña de la opción Rechazo.
La Iniciativa Ciudadana Marca AC valoró el acuerdo, aunque afirmó que «cuando se transforme en ley, debe mejorar». Por otra parte, un grupo de 244 profesores y profesoras de derecho y ciencia política dieron su apoyo al plebiscito mediante una declaración en Ciper, afirmando que «tener la posibilidad de crear una Constitución mediante un proceso democrático constituye un logro inédito en la historia de nuestra república». Sin embargo, la coordinadora de organizaciones Unidad Social rechazó el acuerdo sobre el plebiscito por haberse hecho «entre cuatro paredes y a espaldas de los movimientos sociales».

### Reforma constitucional
Uno de los aspectos del acuerdo constitucional era reformar la constitución vigente para habilitar la sustitución del texto y la convocatorias a plebiscitos (que la constitución no contemplaba), con ello se permitió destrabar la tramitación en el Congreso Nacional de distintos proyectos de ley –originados tanto como moción (parlamentaria) como mensaje (presidencial)– que buscaban reformar la Constitución Política de la República para introducir la realización de un plebiscito nacional: el boletín N.º 7.769-07; el boletín N.º 7.792-07; el boletín N.º 10.014-07; el boletín N.º 10.193-07; el boletín N.º 11.173-07; el boletín N.º 12.630-07; y el boletín N.º 13.024-07, siendo este último el único presentado tras el inicio de las protestas en octubre de 2019.
El 18 de diciembre, la Cámara de Diputados aprobó la reforma constitucional por 127 votos a favor, 18 votos en contra y 5 abstenciones. Al día siguiente, el Senado aprobó la reforma de la Constitución por 38 votos a favor y 3 en contra, a partir del refundido de los boletines anteriores, que incorpora el plebiscito nacional del 26 de abril de 2020 como procedimiento para elaborar una Nueva Constitución Política de la República, siendo promulgada como la Ley 21.200 por el presidente Piñera el 23 de diciembre, y publicada en el Diario Oficial al día siguiente.

### Convocatoria al plebiscito y organización

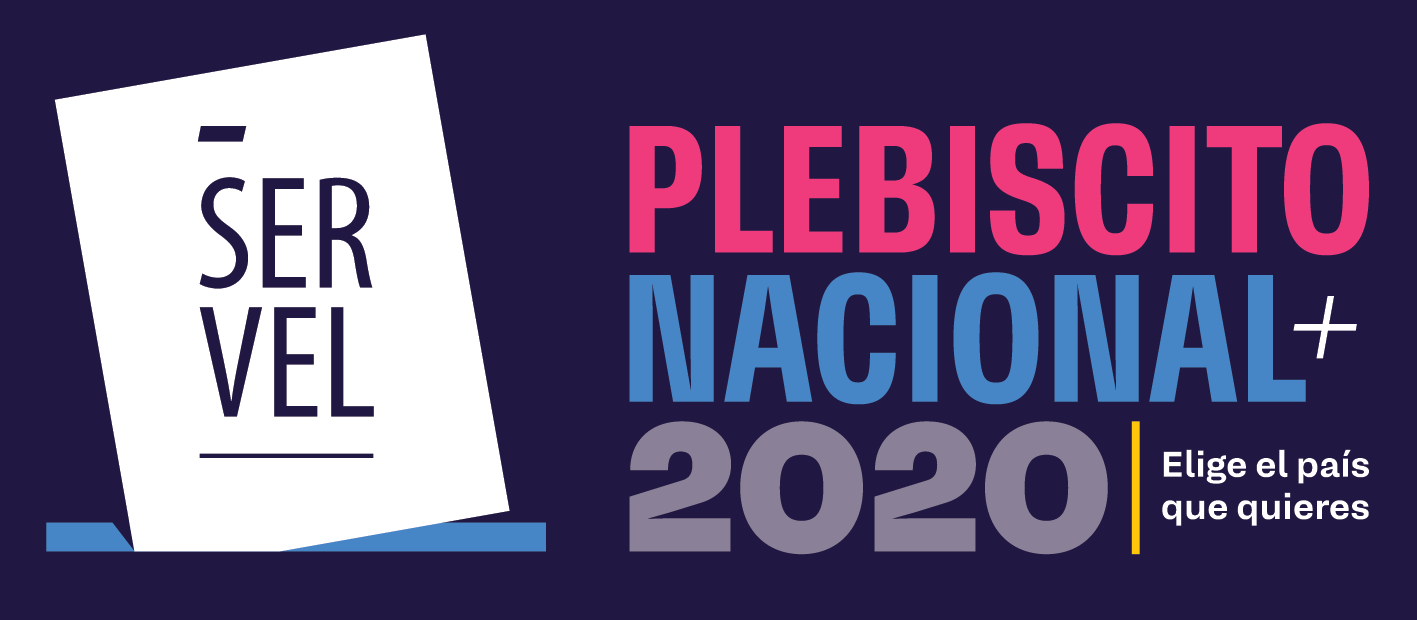
Logotipo oficial del plebiscito, presentado por el Servicio Electoral.

Entre el 15 de noviembre (cuando se firmó el acuerdo constitucional) y el 26 de diciembre, fecha a partir de la cual se suspendieron las modificaciones del padrón electoral, un total de 367 664 personas solicitaron el cambio de su domicilio electoral ante el Servicio Electoral de Chile (Servel), siendo un 33% de ellas primeros votantes.
El 27 de diciembre de 2019 se promulgó el Decreto exento 2.445 que convoca al plebiscito, y al día siguiente el Servel lanzó oficialmente el proceso plebiscitario bajo el nombre «Plebiscito Nacional 2020».
El plebiscito —convocado oficialmente mediante el decreto supremo firmado por el presidente Sebastián Piñera el 27 de diciembre de 2019— constaba de dos papeletas, cada una con una pregunta y dos opciones:
1. ¿Quiere usted una Nueva Constitución? Las alternativas eran: «Apruebo» o «Rechazo». La papeleta es de color blanco.[56]
2. ¿Qué tipo de órgano debiera redactar la Nueva Constitución? Las alternativas eran: «Convención Mixta Constitucional» (convención conformada en un 50 % por constituyentes elegidos directamente y 50 % por miembros del actual Congreso) o «Convención Constitucional» (asamblea conformada por 100 % de constituyentes elegidos). La papeleta es de color beige.[56]

La campaña electoral del plebiscito inició el 26 de febrero de 2020.

### Suspensión de la campaña y reprogramación del plebiscito
Debido a la pandemia de COVID-19 en Chile, el 18 de marzo de 2020 un grupo de senadores presentó un proyecto de ley de modificación constitucional para poder mover la fecha del plebiscito al día 6 de septiembre, mientras que la elección de convencionales constituyentes se realizaría el 13 de diciembre. Por otra parte, el mismo día los senadores Alejandro Navarro y Carlos Bianchi Chelech presentaron otro proyecto que busca postergar la fecha del plebiscito al 18 de octubre, y el senador Francisco Chahuán propone realizar el plebiscito el 25 de octubre, las primarias de alcaldes y gobernadores el 13 de diciembre y el 28 de marzo las elecciones municipales, de gobernadores y de convencionales constituyentes. Un día antes, el 17 de marzo, un grupo de diputados de Chile Vamos presentó un proyecto para suspender indefinidamente la realización del plebiscito hasta que se supere la crisis sanitaria.
Finalmente, el 19 de marzo todos los partidos políticos con representación en el Congreso Nacional acordaron modificar el calendario electoral, postergando el plebiscito para el domingo 25 de octubre. De la misma forma, las elecciones primarias de alcaldes y gobernadores regionales fueron pospuestas para el 29 de noviembre; las elecciones de alcaldes, concejales, gobernadores regionales y convencionales constituyentes fueron aplazadas al 4 de abril de 2021 y la eventual segunda vuelta de gobernadores quedó fijada para el 2 de mayo. Sin embargo la fecha de las elecciones de abril coincidía con las celebraciones de Semana Santa, por lo que fueron postergadas nuevamente en una semana, quedando fijadas definitivamente para el 11 de abril.
| Hito                                                                                  | Fecha original        | Fecha modificada         |
| ------------------------------------------------------------------------------------- | --------------------- | ------------------------ |
| Publicación de los padrones electorales definitivos Inicio de la propaganda electoral | 26 de febrero de 2020 | 26 de agosto de 2020     |
| Inicio de la franja electoral televisiva                                              | 27 de marzo de 2020   | 25 de septiembre de 2020 |
| Publicación de nómina provisoria de vocales de mesa                                   | 4 de abril de 2020    | 3 de octubre de 2020     |
| Publicación de nómina definitiva de vocales de mesa                                   | 11 de abril de 2020   | 10 de octubre de 2020    |
| Publicación de facsímil de las cédulas de votación                                    | 21 de abril de 2020   | 20 de octubre de 2020    |
| Último día de propaganda y franja electoral                                           | 23 de abril de 2020   | 22 de octubre de 2020    |
| Constitución de mesas y capacitación a vocales de mesa                                | 25 de abril de 2020   | 24 de octubre de 2020    |
| Plebiscito Nacional                                                                   | 26 de abril de 2020   | 25 de octubre de 2020    |
| Sesiona el Tribunal Calificador de Elecciones                                         | 27 de abril de 2020   | 26 de octubre de 2020    |

### Protocolo sanitario y normas especiales

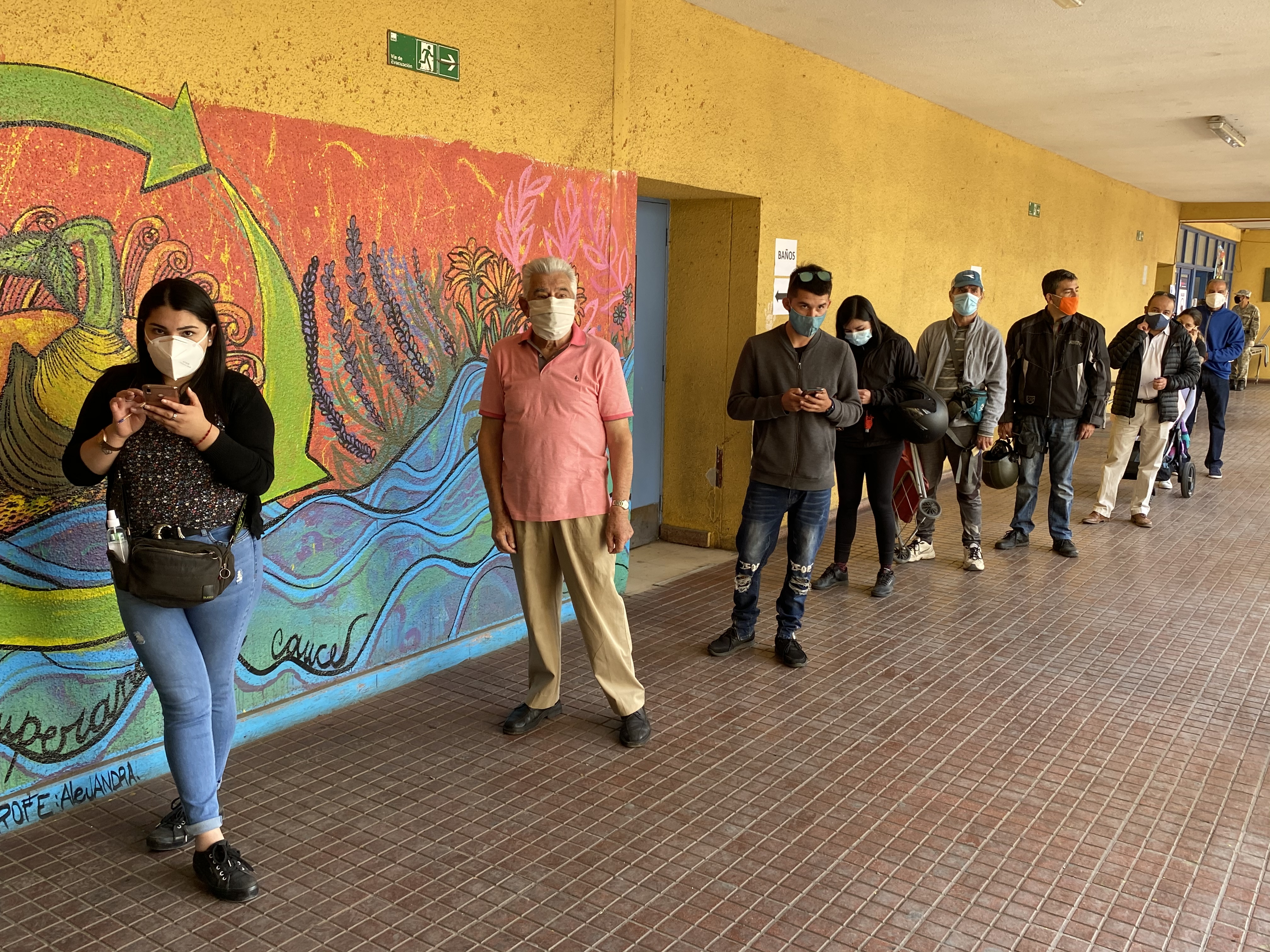
Medidas de distanciamiento físico para acceder a una mesa de votación en La Cisterna, Santiago.

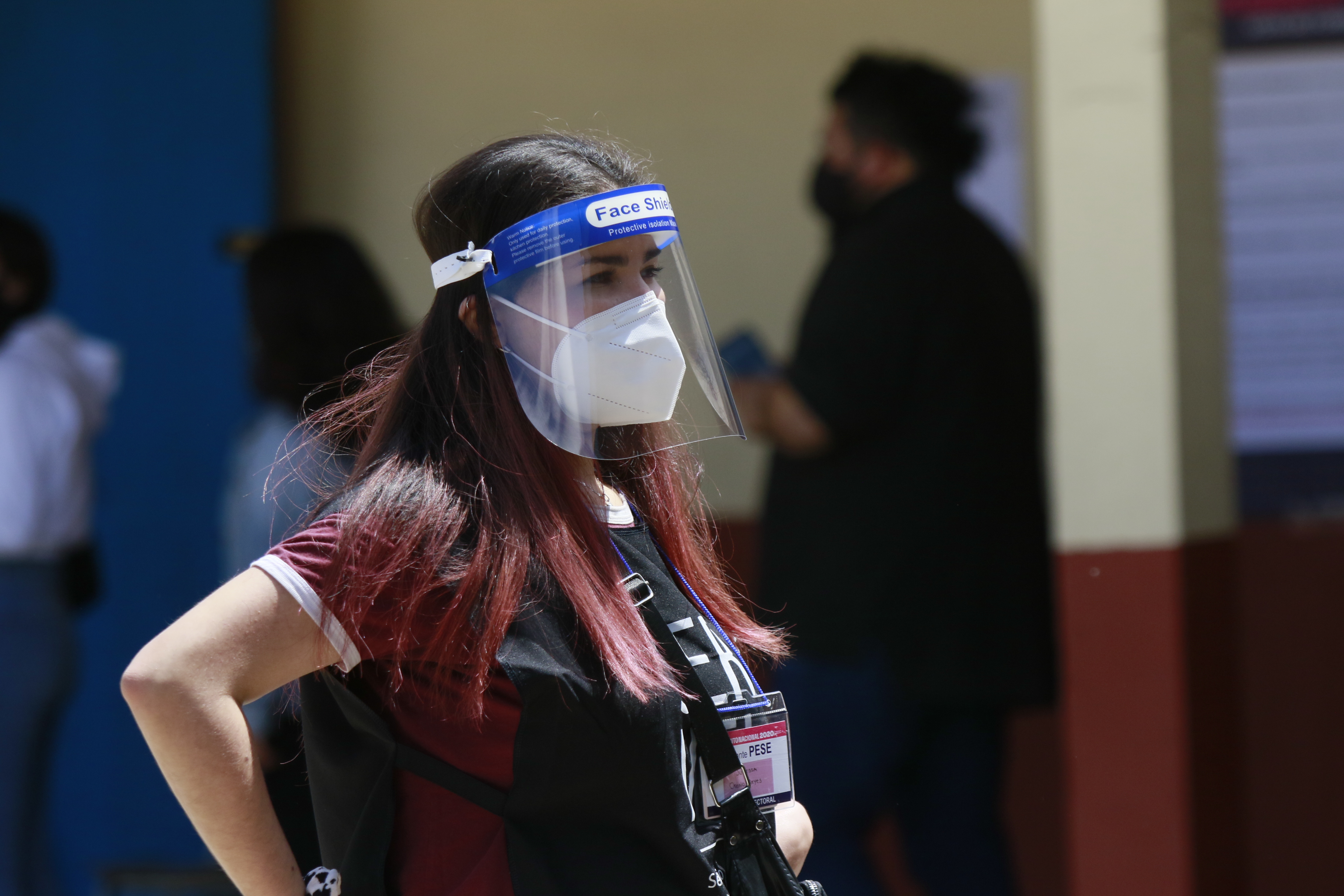
Asistente facilitadora del Servel en un local de votación de Buin.

El 3 de agosto de 2020 el Ministerio de Salud de Chile (Minsal) aprobó un documento denominado «Protocolo Sanitario Plebiscito Más Seguro», en el cual se definen medidas de seguridad para desarrollar el evento a fin de evitar nuevos contagios de Covid-19. El protocolo fue publicado en el Diario Oficial el 10 de septiembre.
El 4 de septiembre fue publicado en el Diario Oficial de la República de Chile el acuerdo del Consejo Directivo del Servel que fija normas e instrucciones especiales para el plebiscito del 25 de octubre. Entre las diferencias presentadas respecto a elecciones anteriores están:
- Se destinó un bloque horario exclusivo para los adultos mayores de 60 años, de 14:00 a 17:00.
- Mantener distanciamiento físico de un metro entre todos los votantes en la fila y los vocales de mesa.
- El horario de funcionamiento de las mesas de votación fue extendido hasta las 20:00 (habitualmente el cierre se realizaba a las 18:00).
- Se permitió que los votantes llevasen su propio bolígrafo de tinta azul para firmar el padrón de mesa y marcar su preferencia en las cédulas de votación (anteriormente las preferencias se marcaban con un lápiz de grafito).
- Se rebajó a 60 años la edad para excusarse de ser vocal de mesa (anteriormente la edad mínima para excusarse eran 70 años).
- Las cámaras secretas no tenían cortinas o puertas a fin de evitar contacto físico con cualquier parte de su estructura.

Asimismo, el Servel convocó a personas para que trabajaran como «asistentes facilitadores» durante el plebiscito, quienes estuvieron encargados de velar por el cumplimiento del protocolo sanitario en los locales de votación.
Si bien existían diversas iniciativas parlamentarias para que el transporte público fuera gratuito el día del plebiscito, incluso presentadas desde enero de 2020, la iniciativa no fue respaldada por el gobierno. El 21 de octubre la ministra de Transportes y Telecomunicaciones, Gloria Hutt, y el presidente Sebastián Piñera descartaban dicha medida, poniendo énfasis en los servicios de transporte rural subsidiados y que sí contarían con gratuidad, dejando de lado las zonas urbanas y de mayor concentración de votantes. Luego de diversas presiones por parte de políticos y la ciudadanía, el mismo día 21 el gobierno anunció la gratuidad del pasaje en el Metro de Santiago, Tren Nos-Estación Central, Tren Rancagua-Estación Central, Tren Limache-Puerto y Biotrén durante el día del plebiscito.

## Campaña
La campaña electoral para la fecha original del plebiscito inició el 26 de febrero, fecha a partir de la cual los distintos comandos comenzaron a hacer propaganda en las calles y mediante Internet.
Durante el mes de febrero y la primera mitad de marzo, los días sábado en la mañana fueron ocupados por adherentes a la opción «Rechazo» para realizar manifestaciones y actividades de campaña, especialmente en el sector oriente de Santiago y los alrededores de la Escuela Militar y la estación El Golf. Durante una de estas marchas, realizadas en Providencia y Las Condes el 7 de marzo, un reportero de la agencia France Presse y el periodista Rafael Cavada fueron agredidos por un grupo de manifestantes. Por estas agresiones, fueron formalizados por la justicia dos miembros del colectivo de extrema derecha llamado "Capitalismo Revolucionario".
La campaña se vería interrumpida con la reprogramación del plebiscito en marzo de 2020, por lo cual fue reiniciada el 26 de agosto de 2020, extendiéndose hasta la medianoche del viernes 23 de octubre.

### Apoyos políticos y conformación de comandos
El 2 de enero el Partido Demócrata Cristiano y Ciudadanos lanzaron su plataforma de campaña llamada «#YoApruebo», con la que apoyaron la opción Apruebo junto con la Convención Constitucional.
El 3 de enero de 2020 los partidos de Convergencia Progresista (PPD, PR y PS), junto con independientes y representantes de organizaciones del mundo social, lanzaron la campaña «Chile Aprueba», con la que apoyaron la opción Apruebo y Convención Constitucional.

Bandera usada por el Partido Socialista en la campaña del plebiscito, apoyando las opciones «Apruebo» y «Convención Constitucional».

El 19 de enero los partidos de Unidad para el Cambio (FREVS, PCCh y PRO), junto con distintos partidos, movimientos y organizaciones políticas como el Partido Igualdad, Acción Humanista, Izquierda Libertaria, Movimiento Democrático Popular, Victoria Popular, Somos, Socialistas Allendistas, Izquierda Cristiana y Wallmapuwen lanzaron el comando «Apruebo Chile Digno», con la cual también apoyaron dicha opción en el plebiscito. El Frente Amplio lideró la campaña «Que Chile Decida», que convocó a Revolución Democrática, Convergencia Social, Partido Liberal, Comunes, Unir, Fuerza Común y organizaciones sociales.
En diciembre de 2019 diversas agrupaciones de derecha y extrema derecha, entre ellas movimientos y partidos políticos en formación como Fuerza Nacional, Unidos en la Fe y Convergencia Nacional de Chile, además de militantes de RN y la UDI y militares retirados, conformaron la Coordinadora Nacional por el No a Una Nueva Constitución («Conanonuco», también abreviada como «Conan»).
El 1 de marzo militantes de RN, UDI y Evópoli que apoyaron la opción «Apruebo» lanzaron el comando «Elijo Aprobar». El 25 de septiembre se lanzó el comando «Chile Vamos por el Apruebo», el cual es liderado por el PRI, junto a facciones de Evópoli, RN y personalidades UDI (Joaquín Lavín y Felipe Alessandri) que, más allá del órgano redactor, apoyaron la opción Apruebo en el plebiscito.
Las siguientes listas muestran los partidos políticos inscritos oficialmente ante el Servicio Electoral de Chile (Servel) para realizar campaña por alguna de las opciones plebiscitadas. Para una lista completa de organizaciones de la sociedad civil y partidos y movimientos que no están inscritos ante el Servel, o están en vías de formación, que manifestaron su apoyo a alguna opción, ver el anexo correspondiente.

#### «Apruebo» y «Convención Constitucional»
- Partido por la Democracia
- Partido Socialista de Chile
- Partido Radical de Chile
- Partido Ecologista Verde
- Unión Patriótica
- Partido Humanista
- Renovación Nacional
(facciones)
- Partido Republicano
(facciones)
- Comando «Apruebo Chile Digno»:
  -  Partido Comunista de Chile
  -  Partido Progresista
  - Federación Regionalista Verde Social
  -  Partido Igualdad
  -  Acción Humanista
- Partido Igualdad (Comando «Dignidad Ahora»)
- Partido Regionalista Independiente Demócrata (Comandos «Chile Vamos por el Apruebo»[85] y «Regionalistas por el Apruebo»)
- Comando «Que Chile Decida»:
  -  Revolución Democrática
  -  Comunes
  -  Partido Liberal de Chile
  -  Convergencia Social
- Comando «Yo Apruebo»:
  -  Partido Demócrata Cristiano
  -  Ciudadanos
- Izquierda Anticapitalista de los Trabajadores[86] («Comando por una Asamblea Constituyente Libre y Soberana»)

#### «Rechazo» y «Convención Mixta»
- Partido Republicano[l]
- Unión Demócrata Independiente
- Nuevo Tiempo
- Renovación Nacional

#### Otros
- Evolución Política: El partido había anunciado su apoyo a la opción «Apruebo» en diciembre de 2019,[87] pero en agosto de 2020 decidió retirar dicho apoyo  y dejar a sus militantes en libertad de acción.[88] Sin embargo, mantuvo su apoyo a la opción «Convención Mixta».

### Franja televisiva
En diciembre de 2019 la presidenta del Consejo Nacional de Televisión de Chile (CNTV), Catalina Parot, informó que la franja televisiva de propaganda electoral se emitiría originalmente entre el 27 de marzo y el 23 de abril, y será de 30 minutos diarios, repartidos en 7,5 minutos para cada una de las opciones («Apruebo», «Rechazo», «Convención Constitucional» y «Convención Mixta Constitucional»). Se establecieron dos emisiones diarias, de 15 minutos cada una —de 12:45 a 13:00 y de 20:45 a 21:00, antes de iniciar los informativos centrales—, que se emitirán de forma alternada (si las propuestas de la primera cédula se emite al mediodía, la franja de la segunda papeleta lo hará en la noche, y al día siguiente en orden inverso).
Para la franja electoral televisiva se consideraba inicialmente la participación de los partidos políticos legalmente constituidos y los parlamentarios independientes, ante lo cual también se estimaba que se podrían sumar —de forma inédita— organizaciones civiles (como por ejemplo ONG, organizaciones laborales, instituciones eclesiásticas); sin embargo, el 24 de enero el CNTV descartó la posibilidad de que las organizaciones civiles se presenten como entes separados, sino que se acordó que los partidos o comandos electorales deberán destinar una parte significativa de su tiempo asignado a las organizaciones civiles que apoyen la misma opción que ellos. También se determinó que el tiempo se repartirá entre los partidos políticos legalmente constituidos y parlamentarios independientes, de acuerdo a la votación obtenida en las elecciones de 2017.
El acuerdo del CNTV fue impugnado ante el Tribunal Calificador de Elecciones (Tricel) por parte del Partido Comunista de Chile y Fuerza Nacional, además de agrupaciones de independientes y representantes de la sociedad civil, acusando ambigüedad por parte del CNTV al definir la asignación del tiempo a organizaciones civiles solo como «mayoritaria», sin precisar porcentajes o tiempos. El Tricel determinó el 1 de febrero que los partidos o comandos que participen de la franja deberán destinar a representantes de organizaciones de la sociedad civil al menos un tercio de su tiempo asignado.
Al 9 de febrero, fecha límite para inscribir los comandos y partidos que participarán de la franja televisiva, el CNTV había recibido las solicitudes de distintas agrupaciones, las que recibieron el tiempo de manera proporcional a la cantidad de parlamentarios electos y su votación en las elecciones de 2017. En el caso de Renovación Nacional, el 69% de su tiempo corresponderá a la opción Rechazo, mientras que el 31% a la opción Apruebo. El 20 de febrero se realizó el sorteo que definió el orden de aparición de las opciones en la franja televisiva para el que sería su primer día de su emisión (27 de marzo).
Sin embargo, debido a la postergación del plebiscito para el 25 de octubre, la franja televisiva no alcanzó a ser emitida y su inicio se retrasó hasta el 25 de septiembre, siendo transmitida hasta el 22 de octubre. El 28 de julio el CNTV informó el listado de organizaciones de la sociedad civil inscritas por cada uno de los comandos y partidos que formarán parte de la franja televisiva.
Luego del anuncio oficial por parte de Evolución Política el 29 de agosto, que señaló que abandonaba el apoyo a la opción "Apruebo" y dejaba en libertad de acción a sus militantes, el 1 de septiembre dicho partido renunció a los segundos que tenían asignados en la franja de dicha opción, manteniendo los que posee en la opción "Convención Mixta Constitucional". Dada esta situación, el 3 de septiembre el CNTV informó que los segundos que correspondían a Evópoli en la franja del "Apruebo" serían redistribuidos entre los demás comandos y partidos que están inscritos.
La distribución de tiempos definitiva de la franja televisiva fue publicada en el Diario Oficial el 10 de septiembre, quedando conformada de la siguiente manera:
| Comando/partido | Apruebo    | Rechazo | C. mixta | C. const.  |
| --- | ---------- | ------- | -------- | ---------- |
| Convergencia Progresista e independientes Ver listaPartido Socialista Partido por la Democracia Partido Radical                                    | 2:29       |         |          | 2:29       |
| Apruebo Chile Digno Ver listaPartido Comunista Partido Igualdad Federación Regionalista Verde Social Partido Progresista                           | 1:04       |         |          | 1:04       |
| Que Chile Decida Ver listaRevolución Democrática Partido Liberal Poder Ciudadano Convergencia Social Diputado Marcelo Díaz Diputado Patricio Rosas | 1:03       |         |          | 1:03       |
| Somos Chile Ver listaSenador Carlos Bianchi Chelech Senador Alejandro Guillier Diputado Karim Bianchi                                              | 18 cuadros |         |          | 17 cuadros |
| Partido Demócrata Cristiano | 1:23       |         |          | 1:23       |
| Partido Ecologista Verde | 0:15       |         |          | 0:15       |
| Partido Humanista | 0:25       |         |          | 0:25       |
| Renovación Nacional | 0:42       | 3:18    | 3:00     | 0:42       |
| Diputado René Alinco | 13 cuadros |         |          | 13 cuadros |
| Diputado Pepe Auth | 0:03       |         |          | 0:03       |
| Evolución Política |            |         | 0:44     |            |
| Unión Demócrata Independiente |            | 4:05    | 3:43     |            |
| Partido Republicano |            | 0:05    | 0:02     | 0:01       |
| Nota: Un segundo equivale a 30 cuadros. |            |         |          |            |

La franja televisiva de la opción «Apruebo» se orientó a explicar las razones de porqué era necesaria una nueva Constitución y en sus videos contó con la participación de distintas personalidades, particularmente del mundo de las artes. También participaron personas lesionadas por el actuar policial durante las protestas, como por ejemplo Gustavo Gatica o Fabiola Campillai —quienes perdieron la vista en ambos ojos en dos incidentes separados: el primero producto de lanzamientos de balines y la segunda por el impacto de una bomba lacrimógena—. Además, la franja realizó críticas directas al manejo de la pandemia de COVID-19 por parte del gobierno de Sebastián Piñera.
En el caso de la franja televisiva correspondiente a la opción «Rechazo» intentó explicar las razones por las que no era necesario crear una nueva Constitución para resolver los problemas actuales e la ciudadanía. La participación de organizaciones independientes generaron controversias, en particular por el uso de los escudos de las cinco ramas de las Fuerzas Armadas, de Orden y Seguridad (Ejército, Armada, Fuerza Aérea, Carabineros y Policía de Investigaciones) por parte de la llamada «Multigremial Nacional de las Fuerzas Armadas y Policías en Retiro»; tras una demanda por parte de la Policía de Investigaciones, que indicó no había autorizado el uso de sus emblemas, los símbolos fueron retirados. Una organización evangélica indicó en la franja de la opción «Rechazo» que Satanás habría generado el estallido social, utilizó la imagen de una iglesia quemada como efecto de las protestas —la que realmente había sido quemada producto de un pirómano— e imágenes de la bandera LGBT acompañada de imágenes de actos violentos. Los videos fueron criticados tanto por el Concilio de Iglesias Protestantes Históricas de Chile, quienes rechazaron el aprovechamiento de la comunidad evangélica, como por organizaciones LGBT que acusaron a la campaña de incitación al odio.
En los últimos 3 días de emisión —del 20 al 22 de octubre— la franja correspondiente a la opción «Rechazo» por parte de los partidos que componen Chile Vamos presentó una propuesta gráfica unificada, presentando testimonios de personas molestas con las consecuencias del estallido social. En el último día de emisión —22 de octubre— se incluyó en la campaña por la opción «Rechazo» una secuencia en donde se observa el secuestro de un supuesto sacerdote desde un templo, atribuyéndolo a actos de violencia por el estallido social; sin embargo, dichas imágenes corresponden a una intervención artística realizada en enero de 2020 y que no posee relación con lo descrito en la franja televisiva. El vocero de la campaña, Felipe Salaberry, señaló que sabían que era una intervención pero decidieron incluirla de todas formas en la campaña. Varias organizaciones favorables a la opción «Apruebo» criticaron la propuesta, además de señalar que la opción «Rechazo» se había apropiado de algunos eslóganes, conceptos y colores de la campaña del "NO" en el plebiscito de 1988.

## Encuestas de intención de voto
Gráfico de encuestas nacionales sobre la primera pregunta: ¿Quiere usted una nueva Constitución?
Gráfico de encuestas nacionales sobre la segunda pregunta: ¿Qué tipo de órgano debiera redactar la nueva Constitución? 

## Resultados

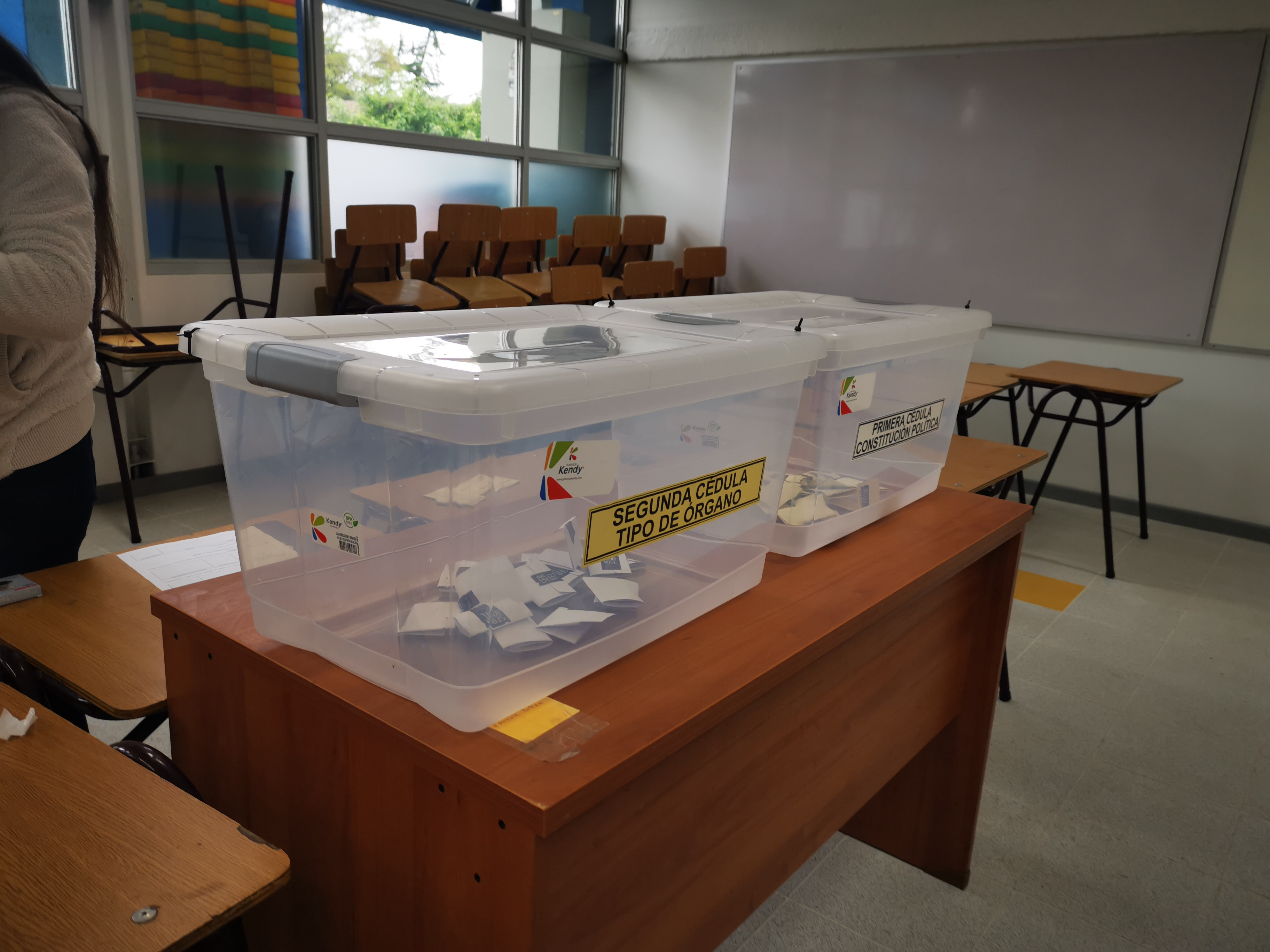
Urnas para depositar las dos papeletas del plebiscito en un local de votación de Olivar, Región de O'Higgins.

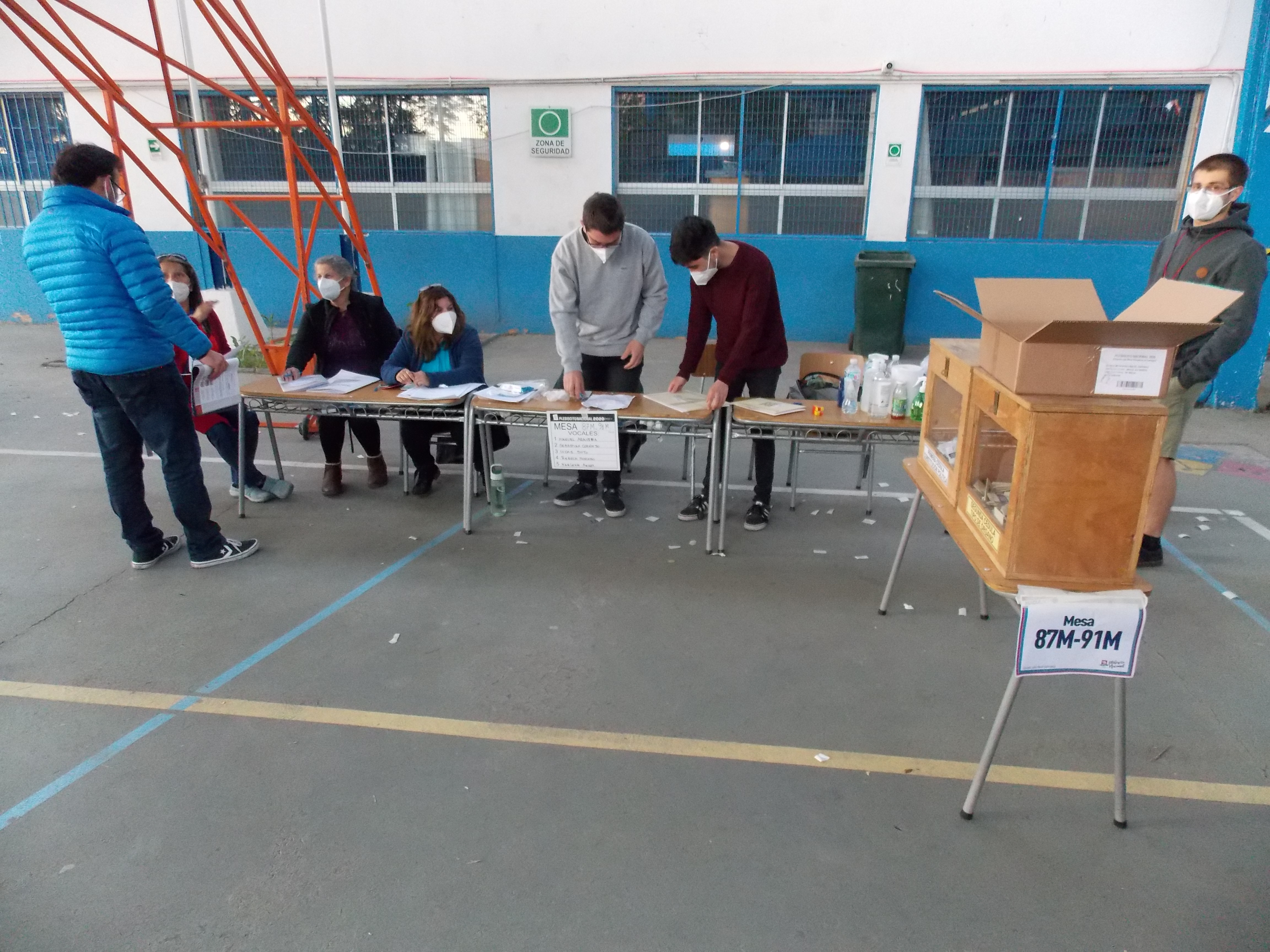
Vocales, apoderados y un votante en una mesa de votaciones durante el plebiscito nacional en Macul, Santiago de Chile.

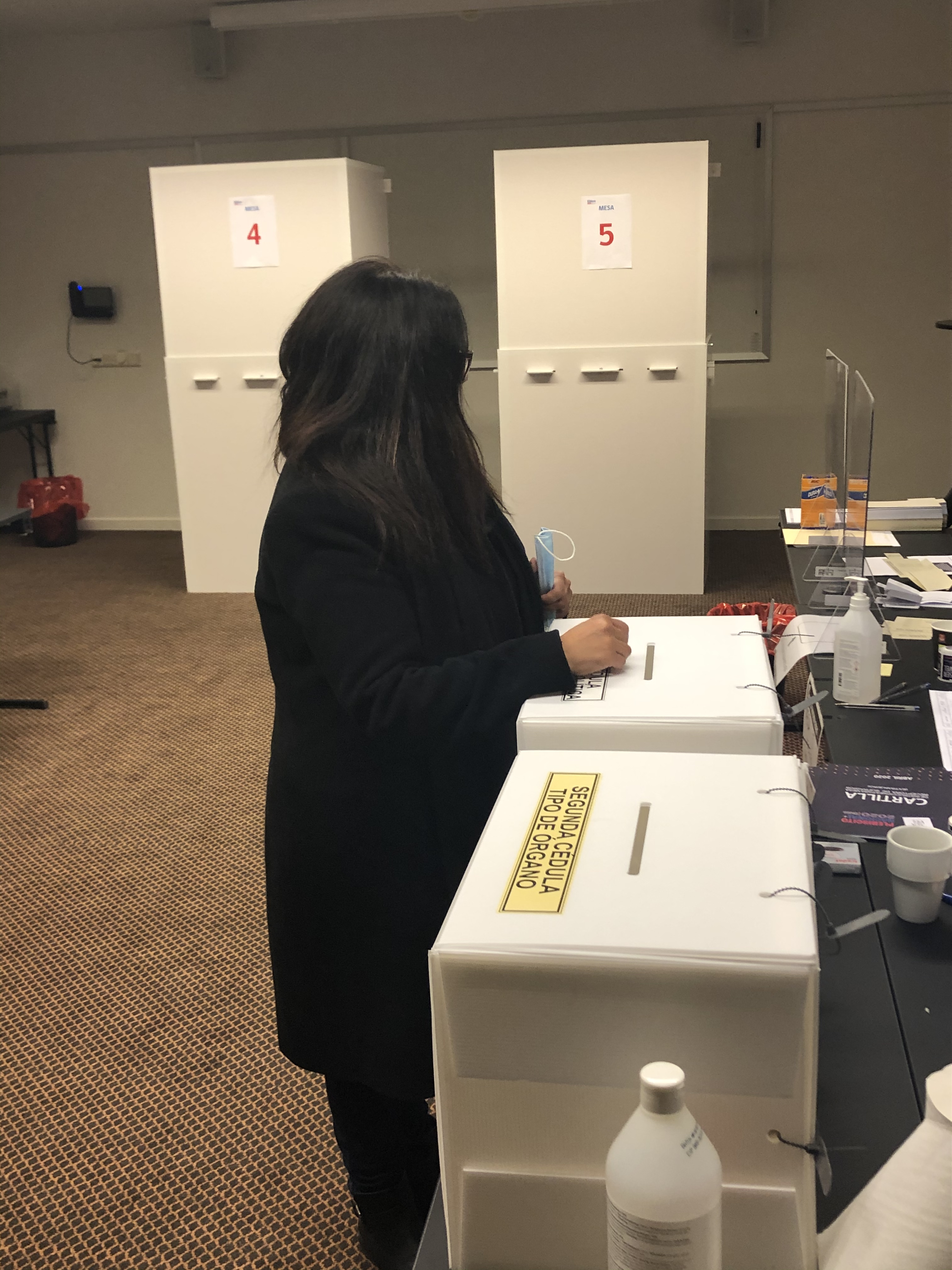
Votante en la mesa ubicada en la embajada chilena en Estocolmo.

Participaron en el plebiscito 7 569 082 personas, convirtiéndose en la elección con la mayor cantidad de votantes desde la transición a la democracia, y superó a la cantidad de electores en el plebiscito de 1988, cuando sufragaron 7 158 727 personas. Además, ello significó el 50,95 % de participación, revirtiendo la baja progresiva desde 2012, cuando se determinó la voluntariedad del voto.
Las opciones «Apruebo» y «Convención Constitucional» fueron las ganadoras por un amplio margen, tanto a nivel nacional –con 78 % y 79 %, respectivamente– como a nivel regional. Misma situación se replicó a nivel comunal, con las únicas excepciones de Antártica, Colchane, Las Condes, Lo Barnechea y Vitacura, donde ganó la opción «Rechazo».
Con este resultado, se confirmó la realización de las elecciones de los convencionales constituyentes en 2021, conjuntamente con las elecciones municipales y de gobernadores regionales, bajo sufragio universal con el sistema electoral que rige la elección de la Cámara de Diputados. El Tribunal Calificador de Elecciones proclamó formalmente las opciones ganadoras el 23 de noviembre, y al día siguiente el presidente Sebastián Piñera convocó de manera oficial a la elección de convencionales constituyentes, siendo publicado el decreto en el Diario Oficial de la República de Chile el 28 del mismo mes.

### Totales
«¿Quiere usted una Nueva Constitución?»
|  | 78,28 % |

|  | 21,72 % |

|  | 99,46 % |

|  | 0,37 % |

|  | 0,18 % |

|  | 100 % |

|  | 50,95 % |

«¿Qué tipo de órgano debiera redactar la Nueva Constitución?»
|  | 21,00 % |

|  | 79,00 % |

|  | 94,62 % |

|  | 3,75 % |

|  | 1,63 % |

|  | 100 % |

|  | 50,91 % |

### Por región
| Opción                                                                        | Opción  | Arica y Parinacota | Arica y Parinacota | Tarapacá | Tarapacá | Antofagasta | Antofagasta | Atacama      | Atacama      | Coquimbo | Coquimbo | Valparaíso | Valparaíso | Metropolitana | Metropolitana | O'Higgins  | O'Higgins  |
| ----------------------------------------------------------------------------- | ------- | ------------------ | ------------------ | -------- | -------- | ----------- | ----------- | ------------ | ------------ | -------- | -------- | ---------- | ---------- | ------------- | ------------- | ---------- | ---------- |
|                                                                               | Apruebo | 65 762             | 76,42 %            | 89 743   | 77,47 %  | 195 807     | 84,22 %     | 99 326       | 86,28 %      | 245 044  | 84,61 %  | 675 431    | 79,46 %    | 2 629 694     | 79,78 %       | 313 859    | 81,43 %    |
|                                                                               | Rechazo | 20 295             | 23,58 %            | 26 095   | 22,53 %  | 36 679      | 15,78 %     | 15 792       | 13,72 %      | 44 567   | 15,39 %  | 174 623    | 20,54 %    | 666 520       | 20,22 %       | 71 579     | 18,57 %    |
|                                                                               | C.M.C.  | 16 502             | 20,67 %            | 22 342   | 20,59 %  | 34 802      | 15,63 %     | 16 568       | 14,91 %      | 47 151   | 16,95 %  | 159 552    | 19,76 %    | 636 038       | 20,10 %       | 71 426     | 19,36 %    |
|                                                                               | C.C.    | 63 327             | 79,33 %            | 86 162   | 79,41 %  | 187 831     | 84,37 %     | 94 535       | 85,09 %      | 230 986  | 83,05 %  | 648 052    | 80,24 %    | 2 528 030     | 79,90 %       | 297 425    | 80,64 %    |
| Opción                                                                        | Opción  | Maule              | Maule              | Ñuble    | Ñuble    | Biobío      | Biobío      | La Araucanía | La Araucanía | Los Ríos | Los Ríos | Los Lagos  | Los Lagos  | Aysén         | Aysén         | Magallanes | Magallanes |
|                                                                               | Apruebo | 299 631            | 75,67 %            | 125 668  | 70,31 %  | 463 792     | 73,60 %     | 232 726      | 66,87 %      | 117 330  | 74,73 %  | 231 725    | 74,17 %    | 29 592        | 77,36 %       | 52 371     | 79,63 %    |
|                                                                               | Rechazo | 96 317             | 24,33 %            | 53 065   | 29,69 %  | 166 351     | 26,40 %     | 115 313      | 33,13 %      | 39 674   | 25,27 %  | 80 685     | 25,83 %    | 8 661         | 22,64 %       | 13 400     | 20,37 %    |
|                                                                               | C.M.C.  | 88 023             | 23,62 %            | 44 551   | 26,95 %  | 138 322     | 23,48 %     | 93 830       | 29,21 %      | 35 945   | 24,36 %  | 71 728     | 24,56 %    | 8 494         | 23,60 %       | 12 154     | 19,67 %    |
|                                                                               | C.C.    | 284 642            | 76,38 %            | 120 735  | 73,05 %  | 450 678     | 76,52 %     | 227 407      | 70,79 %      | 111 611  | 75,64 %  | 220 378    | 75,44 %    | 27 495        | 76,40 %       | 49 645     | 80,33 %    |
| Resultados de Colegios Escrutadores, sujetos al escrutinio general del TRICEL |         |                    |                    |          |          |             |             |              |              |          |          |            |            |               |               |            |            |

### En el extranjero
| País                   | Mesas | Apruebo | Apruebo | Rechazo | Rechazo | Total válidos P1 | C.C.  | C.C.    | C.M.C. | C.M.C. | Total válidos P2 | Total votantes |
| País                   | Mesas | Votos   | %       | Votos   | %       | Total válidos P1 | Votos | %       | Votos  | %      | Total válidos P2 | Total votantes |
| ---------------------- | ----- | ------- | ------- | ------- | ------- | ---------------- | ----- | ------- | ------ | ------ | ---------------- | -------------- |
| Alemania               | 11    | 2458    | 89,58%  | 286     | 10,42%  | 2744             | 2423  | 89,94%  | 271    | 10,06% | 2694             | 2749           |
| Argentina              | 29    | 1874    | 86,48%  | 293     | 13,52%  | 2167             | 1701  | 81,39%  | 389    | 18,61% | 2090             | 2188           |
| Australia              | 14    | 2348    | 86,77%  | 358     | 13,23%  | 2706             | 2269  | 86,50%  | 354    | 13,50% | 2623             | 2709           |
| Austria                | 1     | 185     | 86,05%  | 30      | 13,95%  | 215              | 182   | 85,45%  | 31     | 14,55% | 213              | 215            |
| Bélgica                | 3     | 632     | 93,63%  | 43      | 6,37%   | 675              | 598   | 89,25%  | 72     | 10,75% | 670              | 676            |
| Bolivia                | 3     | 150     | 51,37%  | 142     | 48,63%  | 292              | 152   | 52,23%  | 139    | 47,77% | 291              | 293            |
| Brasil                 | 7     | 399     | 74,03%  | 140     | 25,97%  | 539              | 390   | 75,14%  | 129    | 24,86% | 519              | 541            |
| Canadá                 | 13    | 2218    | 89,26%  | 267     | 10,74%  | 2485             | 2146  | 88,75%  | 272    | 11,25% | 2418             | 2492           |
| China                  | 4     | 79      | 50,64%  | 77      | 49,36%  | 156              | 72    | 48,98%  | 75     | 51,02% | 147              | 156            |
| Colombia               | 1     | 105     | 56,15%  | 82      | 43,85%  | 187              | 106   | 61,63%  | 66     | 38,37% | 172              | 187            |
| Corea del Sur          | 1     | 36      | 85,71%  | 6       | 14,29%  | 42               | 34    | 87,18%  | 5      | 12,82% | 39               | 42             |
| Costa Rica             | 1     | 181     | 69,88%  | 78      | 30,12%  | 259              | 179   | 73,97%  | 63     | 26,03% | 242              | 259            |
| Croacia                | 1     | 13      | 50,00%  | 13      | 50,00%  | 26               | 12    | 50,00%  | 12     | 50,00% | 24               | 26             |
| Cuba                   | 1     | 50      | 96,15%  | 2       | 3,85%   | 52               | 47    | 90,38%  | 5      | 9,62%  | 52               | 52             |
| Dinamarca              | 1     | 220     | 89,07%  | 27      | 10,93%  | 247              | 215   | 89,21%  | 26     | 10,79% | 241              | 248            |
| Ecuador                | 3     | 240     | 60,30%  | 158     | 39,70%  | 398              | 230   | 63,89%  | 130    | 36,11% | 360              | 400            |
| Egipto                 | 1     | 6       | 66,67%  | 3       | 33,33%  | 9                | 7     | 77,78%  | 2      | 22,22% | 9                | 10             |
| El Salvador            | 1     | 29      | 46,77%  | 33      | 53,23%  | 62               | 28    | 46,67%  | 32     | 53,33% | 60               | 63             |
| Emiratos Árabes Unidos | 1     | 20      | 48,78%  | 21      | 51,22%  | 41               | 19    | 47,50%  | 21     | 52,50% | 40               | 41             |
| España                 | 19    | 3193    | 89,67%  | 368     | 10,33%  | 3561             | 3113  | 88,89%  | 389    | 11,11% | 3502             | 3564           |
| Estados Unidos         | 24    | 2501    | 62,87%  | 1477    | 37,13%  | 3978             | 2479  | 66,30%  | 1260   | 33,70% | 3739             | 3988           |
| Filipinas              | 1     | 6       | 66,67%  | 3       | 33,33%  | 9                | 6     | 66,67%  | 3      | 33,33% | 9                | 9              |
| Finlandia              | 1     | 138     | 86,79%  | 21      | 13,21%  | 159              | 134   | 86,45%  | 21     | 13,55% | 155              | 160            |
| Francia                | 7     | 1414    | 93,95%  | 91      | 6,05%   | 1505             | 1390  | 92,98%  | 105    | 7,02%  | 1495             | 1506           |
| Grecia                 | 1     | 22      | 70,97%  | 9       | 29,03%  | 31               | 23    | 82,14%  | 5      | 17,86% | 28               | 31             |
| Guatemala              | 1     | 31      | 43,06%  | 41      | 56,94%  | 72               | 31    | 44,93%  | 38     | 55,07% | 69               | 72             |
| Haití                  | 1     | 4       | 66,67%  | 2       | 33,33%  | 6                | 4     | 66,67%  | 2      | 33,33% | 6                | 6              |
| Honduras               | 1     | 19      | 67,86%  | 9       | 32,14%  | 28               | 19    | 67,86%  | 9      | 32,14% | 28               | 28             |
| Hungría                | 1     | 38      | 79,17%  | 10      | 20,83%  | 48               | 36    | 78,26%  | 10     | 21,74% | 46               | 48             |
| India                  | 1     | 6       | 85,71%  | 1       | 14,29%  | 7                | 6     | 75,00%  | 2      | 25,00% | 8                | 8              |
| Indonesia              | 1     | 8       | 61,54%  | 5       | 38,46%  | 13               | 10    | 83,33%  | 2      | 16,67% | 12               | 13             |
| Irlanda                | 1     | 249     | 95,04%  | 13      | 4,96%   | 262              | 244   | 96,06%  | 10     | 3,94%  | 254              | 262            |
| Israel                 | 1     | 40      | 63,49%  | 23      | 36,51%  | 63               | 36    | 64,29%  | 20     | 35,71% | 56               | 64             |
| Italia                 | 4     | 421     | 80,65%  | 101     | 19,35%  | 522              | 403   | 79,49%  | 104    | 20,51% | 507              | 526            |
| Jamaica                | 1     | 3       | 37,50%  | 5       | 62,50%  | 8                | 3     | 50,00%  | 3      | 50,00% | 6                | 8              |
| Japón                  | 1     | 124     | 88,57%  | 16      | 11,43%  | 140              | 118   | 86,76%  | 18     | 13,24% | 136              | 140            |
| Jordania               | 1     | 4       | 57,14%  | 3       | 42,86%  | 7                | 3     | 50,00%  | 3      | 50,00% | 6                | 7              |
| Kenia                  | 1     | 6       | 54,55%  | 5       | 45,45%  | 11               | 9     | 81,82%  | 2      | 18,18% | 11               | 11             |
| Líbano                 | 1     | 6       | 35,29%  | 11      | 64,71%  | 17               | 5     | 31,25%  | 11     | 68,75% | 16               | 17             |
| Malasia                | 1     | 11      | 68,75%  | 5       | 31,25%  | 16               | 9     | 64,29%  | 5      | 35,71% | 14               | 16             |
| Marruecos              | 1     | 4       | 100,00% | 0       | 0,00%   | 4                | 4     | 100,00% | 0      | 0,00%  | 4                | 4              |
| México                 | 3     | 399     | 84,71%  | 72      | 15,29%  | 471              | 382   | 83,22%  | 77     | 16,78% | 459              | 472            |
| Nicaragua              | 1     | 28      | 70,00%  | 12      | 30,00%  | 40               | 26    | 66,67%  | 13     | 33,33% | 39               | 40             |
| Noruega                | 1     | 145     | 91,77%  | 13      | 8,23%   | 158              | 141   | 92,76%  | 11     | 7,24%  | 152              | 158            |
| Nueva Zelanda          | 4     | 798     | 93,33%  | 57      | 6,67%   | 855              | 787   | 94,03%  | 50     | 5,97%  | 837              | 858            |
| Países Bajos           | 3     | 521     | 88,91%  | 65      | 11,09%  | 586              | 516   | 90,21%  | 56     | 9,79%  | 572              | 588            |
| Panamá                 | 1     | 67      | 46,21%  | 78      | 53,79%  | 145              | 68    | 49,64%  | 69     | 50,36% | 137              | 146            |
| Paraguay               | 1     | 78      | 50,32%  | 77      | 49,68%  | 155              | 71    | 50,00%  | 71     | 50,00% | 142              | 155            |
| Perú                   | 4     | 231     | 47,14%  | 259     | 52,86%  | 490              | 219   | 48,03%  | 237    | 51,97% | 456              | 494            |
| Polonia                | 1     | 37      | 78,72%  | 10      | 21,28%  | 47               | 37    | 80,43%  | 9      | 19,57% | 46               | 47             |
| Portugal               | 1     | 123     | 90,44%  | 13      | 9,56%   | 136              | 122   | 89,71%  | 14     | 10,29% | 136              | 136            |
| Reino Unido            | 6     | 952     | 80,68%  | 228     | 19,32%  | 1180             | 949   | 82,02%  | 208    | 17,98% | 1157             | 1183           |
| República Checa        | 1     | 65      | 90,28%  | 7       | 9,72%   | 72               | 63    | 90,00%  | 7      | 10,00% | 70               | 72             |
| República Dominicana   | 1     | 44      | 56,41%  | 34      | 43,59%  | 78               | 35    | 52,24%  | 32     | 47,76% | 67               | 78             |
| Rumania                | 1     | 15      | 78,95%  | 4       | 21,05%  | 19               | 15    | 83,33%  | 3      | 16,67% | 18               | 19             |
| Rusia                  | 1     | 19      | 70,37%  | 8       | 29,63%  | 27               | 18    | 69,23%  | 8      | 30,77% | 26               | 27             |
| Singapur               | 1     | 27      | 54,00%  | 23      | 46,00%  | 50               | 27    | 54,00%  | 23     | 46,00% | 50               | 50             |
| Sudáfrica              | 1     | 8       | 50,00%  | 8       | 50,00%  | 16               | 9     | 64,29%  | 5      | 35,71% | 14               | 16             |
| Suecia                 | 7     | 1361    | 97,01%  | 42      | 2,99%   | 1403             | 1311  | 94,86%  | 71     | 5,14%  | 1382             | 1405           |
| Suiza                  | 4     | 577     | 87,82%  | 80      | 12,18%  | 657              | 565   | 88,14%  | 76     | 11,86% | 641              | 659            |
| Tailandia              | 1     | 22      | 81,48%  | 5       | 18,52%  | 27               | 22    | 81,48%  | 5      | 18,52% | 27               | 27             |
| Turquía                | 1     | 10      | 58,82%  | 7       | 41,18%  | 17               | 7     | 46,67%  | 8      | 53,33% | 15               | 17             |
| Uruguay                | 1     | 184     | 82,88%  | 38      | 17,12%  | 222              | 187   | 85,78%  | 31     | 14,22% | 218              | 222            |
| Venezuela              | 3     | 118     | 47,58%  | 130     | 52,42%  | 248              | 120   | 55,05%  | 98     | 44,95% | 218              | 248            |
| Vietnam                | 1     | 11      | 100,00% | 0       | 0,00%   | 11               | 11    | 100,00% | 0      | 0,00%  | 11               | 11             |

## Análisis de los resultados

Participación por comuna para el plebiscito nacional de 2020. En detalle, las conurbaciones de Valparaíso, Concepción y Santiago.

Pese a los temores de una baja participación producto de la pandemia de COVID-19, el plebiscito de 2020 se convirtió en el mayor acto eleccionario en la historia de Chile hasta el momento, alcanzando más de 7,5 millones de votos. Así, superó a la elección presidencial de 1993 —que ostentaba el récord a la fecha— por más de 180 mil votos y a la última elección nacional, la segunda vuelta presidencial de 2017, por más de medio millón de votos. Con una participación del 50,91%, fue también la elección con mayor participación desde que fuera establecido la voluntariedad del voto en 2013. La alta participación en comparación con otros procesos eleccionarios —además de los amplios márgenes obtenidos por las opciones ganadoras— fue considerado como relevante para entregarle legitimidad a los resultados y al posterior proceso constituyente.
Al desagregar la participación por características geográficas y demográficas, los resultados muestran que hubo mayor asistencia al plebiscito en las comunas urbanas de alta densidad poblacional y especialmente aquellas de mayores recursos. En las comunas con una población superior a los 50.000 habitantes, el promedio de participación superó el 50%. A nivel regional, la mayor participación se registró en la Región Metropolitana de Santiago, seguida por la Región de Valparaíso —llegando al 57% y 54% de participación, respectivamente—. En cambio, las zonas más rurales del centro y sur del país tuvieron la participación más baja. Comparada con las elecciones de 2017, las regiones del norte del país fueron las que más aumentaron su participación, destacando un aumento de 8 puntos porcentuales en la Región de Antofagasta; por el contrario, la Región de Ñuble presentó la mayor caída, pasando de un 53% a un 42%.
Los resultados de participación del plebiscito reflejarían así el efecto de las protestas de 2019 y 2020, de carácter eminentemente urbano, y el impacto de una campaña realizada predominantemente de manera digital producto de la pandemia. En tanto, en zonas rurales —usualmente más inclinadas a un voto de derecha— la participación habría caído considerablemente respecto a elecciones previas.
De acuerdo con el Servicio Electoral, la participación tuvo un cambio considerable también en cuanto a rangos etarios participantes, registrando una masiva asistencia por parte de votantes jóvenes, que en procesos anteriores participaban considerablemente menos. La mayor participación se registró en el rango entre 20 y 24 años, que alcanzó un 57% —21 puntos porcentuales por sobre la participación en las presidenciales de 2021—. Por el contrario, la participación cayó en comparación a 2017 en todos los grupos etarios sobre los 50 años, registrando la mayor caída —18 puntos porcentuales— en el grupo entre 75 y 79 años.
Si bien las comunas de mayores recursos siguen manteniendo mejores cifras de participación que el resto, las comunas urbanas socioeconómicamente más vulnerables registraron los mayores aumentos en participación. Ejemplo de ello fue el cambio en la comuna santiaguina de La Pintana, donde la participación del grupo entre 20 y 24 años pasó de un 11% en 2017 a un 55% en el plebiscito de 2020; en cambio, el mismo grupo etario en la comuna de Vitacura —una de las más ricas del país— pasó de 61% a 65%.
En cuanto a las opciones presentadas por el plebiscito, destacó la mayoría abrumadora que obtuvieron las opciones «Apruebo» y «Convención Constitucional». Ambas opciones ganaron en prácticamente todo el país, con excepción de contadas comunas: además de Colchane y Antártica en los extremos del país y con poblaciones bajísimas, la opción «Rechazo» ganó en las tres comunas santiaguinas de Las Condes, Lo Barnechea y Vitacura. Consideradas una de las comunas más ricas del país e históricamente bastiones electorales de la derecha, las tres comunas se ubican en la zona nororiente de la capital Santiago. Los resultados anteriores acuñaron el concepto de las «tres comunas» no sólo para análisis electoral sino en general como referencia a la élite política y económica contraria a las reformas promovidas tras el estallido social de 2019.